# Agrotis sagittiferus
Agrotis sagittiferus là một loài bướm đêm trong họ Noctuidae.